# Tørstad
Tørstad este o localitate din comuna Rissa, provincia Sør-Trøndelag, Norvegia, cu o populație de 7 locuitori (2013).